# Graafschap Hanau
Hanau was een graafschap binnen het Heilige Roomse Rijk.

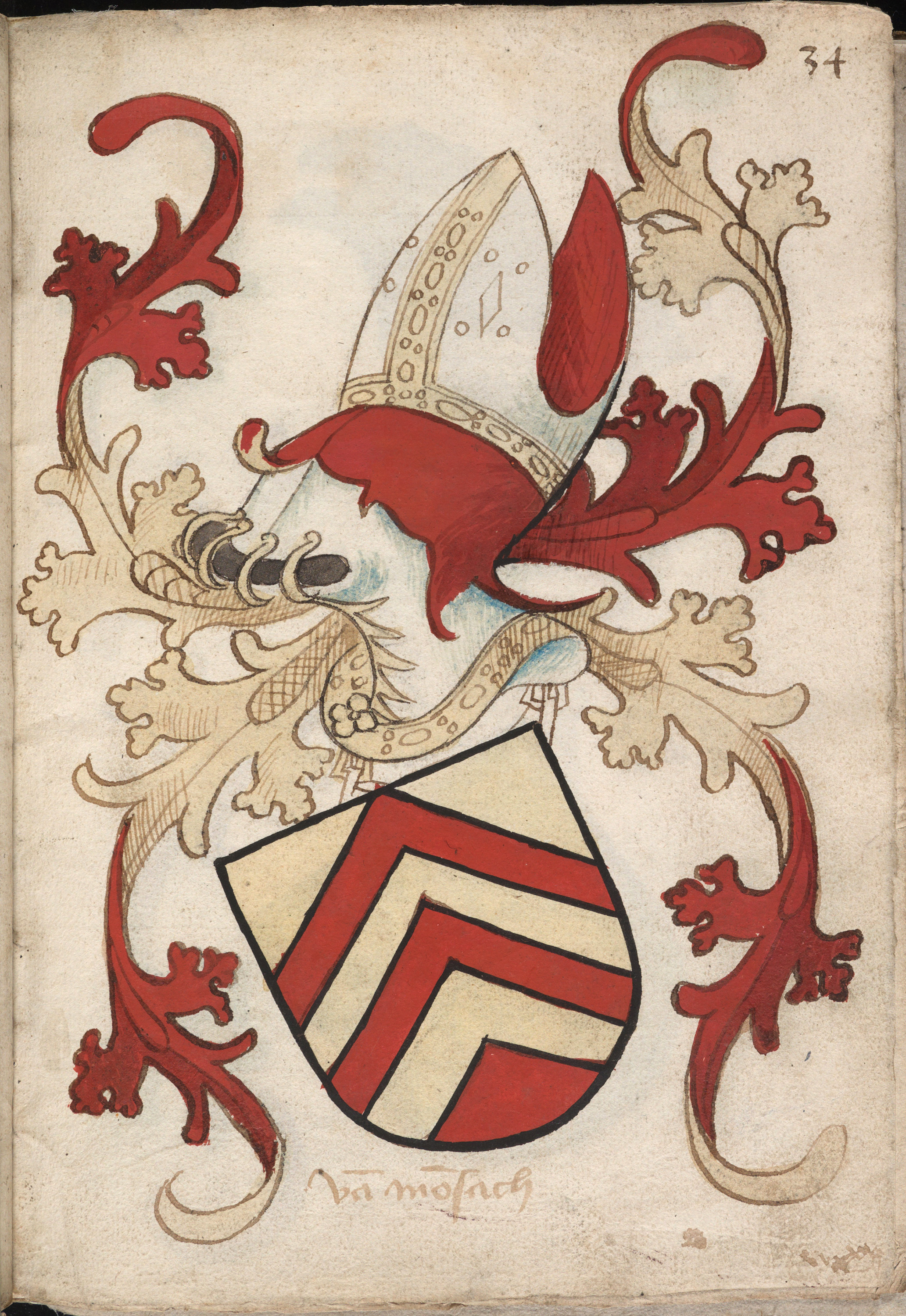
Wapen van de heren, sinds 1429 graven van Hanau uit het Wapenboek Nassau-Vianden

Hanau wordt voor het eerst in 1143 vermeld als waterburcht van de heren van Buchen. In 1166 werden de heren van Buchen opgevolgd door de heren van Dorfelden, die zich na 1191 van Hanau noemden. De heren van Hanau slaagden erin het keurvorstendom Mainz het gebied van de Neder-Kinzig te ontnemen.
Ten gevolge van het huwelijk van Reinhard IV met Adelheid van Münzenberg, de erfdochter van Ulrich I, werd in 1255 een deel van de heerlijkheid Münzenberg geërfd: de heerlijkheid Babenhausen, 1/6 deel van Münzenberg, Assenheim, Dreieichenhain en de Wildban in de Dreieich. Heer Reinhard IV van Hanau noemt zich dan Reinhard I, graaf van Hanau in Münzenberg.
In 1272 werd Steinau verworven. In 1320/1364 werd het gerecht Bornheimer Berg als pand verworven Verder bezaten de graven in de veertiende eeuw enkele malen de Rijkslandvoogdij in de Wetterau.
In 1429 werden de graven Rijksgraaf, waarna Hanau in 1436 hun permanente residentie werd.
Na de dood van graaf Reinhard II volgde een deling:
- Johan Reinhard III van Hanau kreeg alle gebieden ten Noorden van de Main met als residentie Hanau: Hanau-Münzenberg
- Philips I kreeg alle gebieden ten Zuiden van de Main met als residentie Babenhausen. Ten gevolge van zijn huwelijk met Anna van Lichtenberg in 1458 werd in 1481 de halve heerlijkheid Lichtenberg geërfd. Sindsdien is er sprake van het graafschap Hanau-Lichtenberg.

## Kolonie
In 1669 sloot het graafschap Hanau een verdrag met de West-Indische Compagnie dat de stichting van Hanaus-Indië beoogde, een kolonie aan de kust van Zuid-Amerika, tussen de Orinoco en de Amazone. Wegens gebrek aan geld en kolonisten kwam het project nooit van de grond.